# 费尔南德斯-皮涅鲁
费尔南德斯-皮涅鲁是巴西巴拉那州的一个市镇。总面积406.501平方公里，总人口5763人，人口密度14.2人/平方公里。